# Ronde van Spanje 1966
De 21e editie van de Ronde van Spanje ging op 28 april 1966 van start in Murcia, in het oosten van Spanje. Na 2951 kilometer en 18 etappes werd op 15 mei in Bilbao gefinisht. De ronde werd gewonnen door de Spanjaard Francisco Gabica. 

## Eindklassement
Francisco Gabica werd winnaar van het eindklassement van de Ronde van Spanje van 1966 met een voorsprong van 39 seconden op Eusebio Vélez. In de top tien eindigden negen Spanjaarden. De beste Nederlander was Cees Haast met een achtste plek.
| rang | renner                  | land      | ploeg              | tijd       |
| ---- | ----------------------- | --------- | ------------------ | ---------- |
| 1    | Francisco Gabica        | Spanje    | Kas                | 78u 53'55" |
| 2    | Eusebio Vélez           | Spanje    | Kas                | + 0'39"    |
| 3    | Carlos Echeverría       | Spanje    | Kas                | + 0'44"    |
| 4    | Luis Otaño              | Spanje    | Fagor              | + 2'17"    |
| 5    | José Antonio Momeñe     | Spanje    | Kas                | + 2'25"    |
| 6    | Valentin Uriona         | Spanje    | Kas                | + 2'44"    |
| 7    | Antonio Gómez del Moral | Spanje    | Kas                | + 3'52"    |
| 8    | Cees Haast              | Nederland | Televizier-Batavus | + 3'55"    |
| 9    | Angelino Soler          | Spanje    | Ferrys             | + 4'37"    |
| 10   | José María Errandonea   | Spanje    | Fagor              | + 4'40"    |

## Etappe-overzicht
| Etappe | Van - naar               | Km        | Etappewinnaar           | Klassementsleider     |
| ------ | ------------------------ | --------- | ----------------------- | --------------------- |
| 1a     | Murcia - Murcia          | 111       | Bruno Sivilotti         | Bruno Sivilotti       |
| 1b     | Murcia - Murcia          | 3,5 (ITT) | José María Errandonea   | José María Errandonea |
| 2a     | Murcia - La Manga        | 81        | Enzo Pretolani          | José María Errandonea |
| 2b     | La Manga - Benidorm      | 153       | Ramón Mendiburu         | José María Errandonea |
| 3      | Benidorm - Valencia      | 148       | José Antonio Momeñe     | José Antonio Momeñe   |
| 4      | Cuenca - Madrid          | 177       | Valentin Uriona         | Valentin Uriona       |
| 5      | Madrid - Madrid          | 181       | Carlos Echeverría       | Valentin Uriona       |
| 6      | Madrid - Calatayud       | 225       | Jo de Roo               | Valentin Uriona       |
| 7      | Calatayud - Zaragoza     | 105       | Cees Haast              | Valentin Uriona       |
| 8      | Zaragoza - Lérida        | 144       | Henk Nijdam             | Valentin Uriona       |
| 9      | Lérida - Las Colinas     | 128       | Antonio Gómez del Moral | Valentin Uriona       |
| 10a    | Sitges - Barcelona       | 40        | Luis Otaño              | Valentin Uriona       |
| 10b    | Barcelona - Barcelona    | 49        | Henk Nijdam             | Valentin Uriona       |
| 11     | Barcelona - Huesca       | 266       | Mario Zanin             | Valentin Uriona       |
| 12     | Huesca - Pamplona        | 221       | Gerben Karstens         | Valentin Uriona       |
| 13     | Pamplona - San Sebastián | 131       | Cees Haast              | Cees Haast            |
| 14     | San Sebastián - Vitoria  | 178       | Gregorio San Miguel     | Cees Haast            |
| 15a    | Vitoria - Haro           | 61 (ITT)  | Francisco Gabica        | Francisco Gabica      |
| 15b    | Haro - Logroño           | 52        | Gerben Karstens         | Francisco Gabica      |
| 16     | Logroño - Burgos         | 116       | Henk Nijdam             | Francisco Gabica      |
| 17     | Burgos - Santander       | 226       | Gerben Karstens         | Francisco Gabica      |
| 18     | Santander - Bilbao       | 154       | Domingo Perurena        | Francisco Gabica      |